# إضراب النساء العالمي

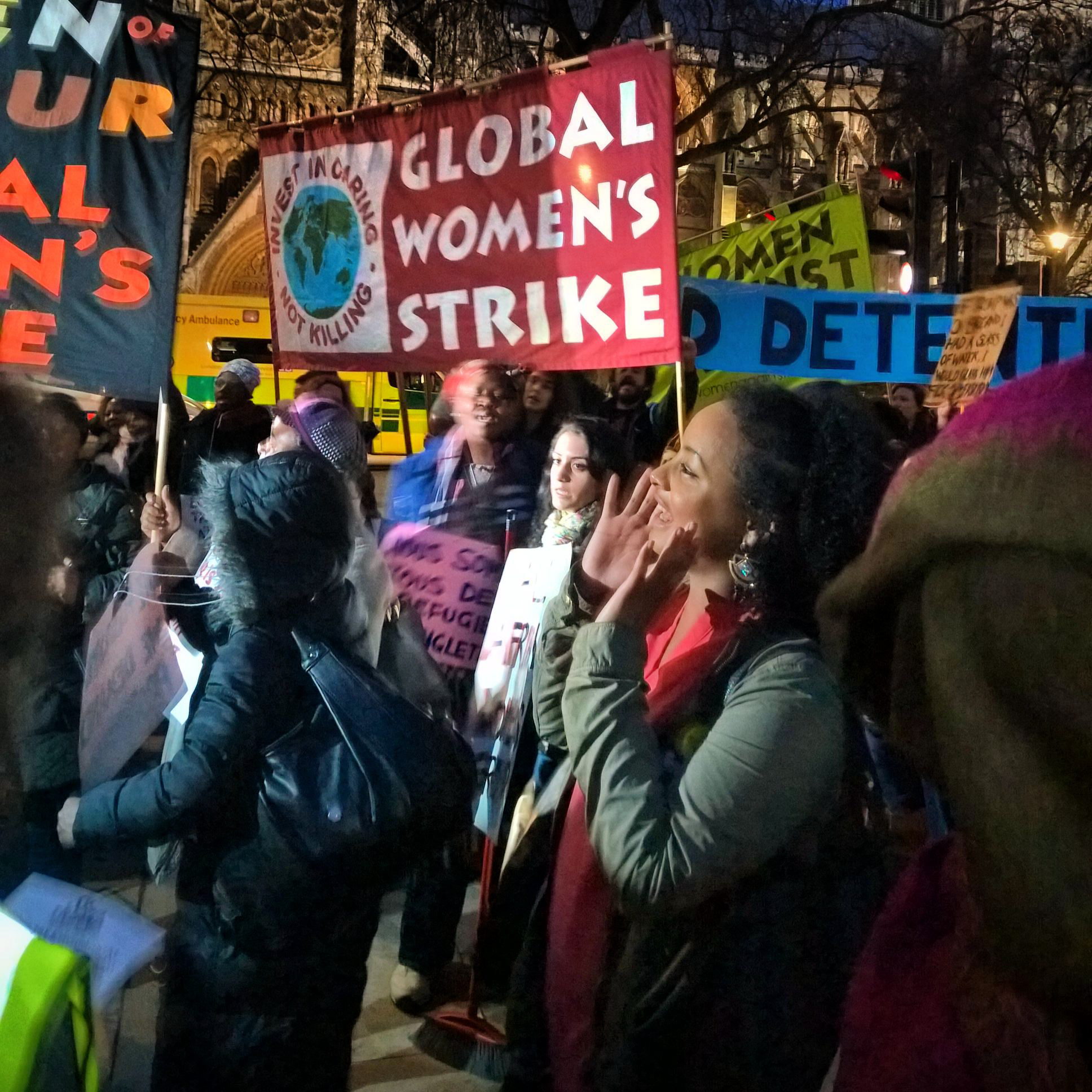
احدى حملات الاضراب النسوية في عام 2017

إضراب النساء العالمي هو حركة تسعى إلى تقدير جميع أعمال النساء وحياة جميع النساء في كافة أنحاء العالم. العديد من الدول منها (غيانا وهايتي والولايات المتحدة والمملكة المتحدة والهند وإيطاليا و البيرو وإيرلندا) تشارك بفاعلية في هذه الحملة في محاولة منها لمنح المرأة العدالة وكذلك مساهمتها غير المعترف بها ضمن القوة العاملة.
تؤدي النساء والفتيات حوالي ثلثي العمل في معظم الأعمال المنزلية، يشمل هذا العمل الجهد البدني مثل غسل الصحون، وغسيل الملابس، والكنس، وما إلى ذلك، وكذلك العمل العاطفي مثل إرسال بطاقات عيد الميلاد، وتنظيم الإجازات العائلية، والتحضير لقضاء العطلات، وما إلى ذلك. الكثير من هذا العمل في المنزل، في بعض الأحيان يشار إليه باسم «التحول الثاني»، لا يزال غير مدفوع الأجر. كما أنه غير مدرج في الناتج القومي الإجمالي للبلد أو الناتج الأسري الإجمالي، على الرغم من أن عمل النساء غير المأجور يقدر بنحو 11 تريليون دولار. العديد من النساء المشاركات في هذه الحملة يجادلن بأنه يمكن إرجاع جزء كبير من هذه المشكلة إلى المجمع الصناعي العسكري.
أكثر من 1 تريليون  دولار تُنفق  سنويًا على الجيش في جميع أنحاء العالم، ويرجع جزء كبير من هذا الإنفاق للولايات المتحدة. وفي حال تم إعادة 10٪ من هذه الأموال إلى المجتمع، فيمكن استخدامها لتوفير ضروريات العيش: المياه، الرعاية الصحية الأساسية، الصرف الصحي، برامج التغذية، برامج محو الأمية ، الحد الأدنى للأجور.
إن إضراب النساء العالمي، الذي نتج عن الحملة الدولية للأجور مقابل الأعمال المنزلية التي بدأتها Selma James في عام 1972 يسعى إلى الحصول على اعتراف ودفع جميع أعمال الرعاية وإعادة الإنفاق العسكري إلى المجتمع من خلال سياسة «الاستثمار في الرعاية، لا القتل».

## أهداف الحملة العالمية
- دفع أعمال رعاية من أي نوع، بالمال أو من ناحية الموارد الأخرى؛

- الحصول على مزيد من الاستثمارات في الرفاه، وربما من خلال خفض النفقات العسكرية؛

- أجور متساوية للنساء والرجال في جميع أنحاء السوق العالمية؛

- المال، والمزايا و إجازات الأمومة والرضاعة الطبيعية ؛

- إلغاء ديون دول العالم الثالث؛

- سهولة الوصول إلى المياه النظيفة والسكن اللائق والرعاية الصحية ووسائل النقل العامة ومحو الأمية.

- ساعات عمل أقل بفضل استخدام التكنولوجيا؛

- الحماية من العنف والاضطهاد من أي نوع، وعند الضرورة توفير اللجوء؛

- حرية السفر والحركة.[4]